# Parc central de Tartu
Le parc central (estonien : Keskpark) est un parc du quartier Kesklinn de Tartu en Estonie.

## Présentation
Le parc a été créé sous la direction de l'architecte municipal Arnold Matteus.
La superficie du parc est de 1,9 hectare
Il est situé au centre-ville entre la zone piétonne de la rue Küüni tänav, la rue Uueturu tänav, le boulevard Vabaduse puiestee et la rue Poe tänav.
Au milieu du parc se trouvent deux places pavées d'où partent des chemins en diagonale.
Le parc dispose de bancs et d'une aire de jeux pour enfants.
Des expositions, des concerts, des événements y sont organisés, des présentations et des ateliers, etc., 
Lors de grands événements et foires, le parc propose des attractions pour enfants, des événements d'intérêt et des tentes de vente, un cinéma en plein air,,,.